# Otto Hölder
Otto Hölder   (Stuttgart, 22 de desembre de 1859 - Leipzig, 29 d'agost de 1937) va ser un matemàtic alemany que va fer importants contribucions a la teoria de grups.

## Vida i Obra
Essent fill d'un professor de francès de l'Institut Politècnic de Stuttgart i net d'un altre professor, no és estrany que tan ell com els seus dos germans acabessin sent tots ells professors. Otto Hölder va estudiar amb Weierstrass a la universitat de Berlín, amb Felix Klein a la de Leipzig i amb Paul du Bois-Reymond a la de Tubinga. Hölder es va doctorar el 1882 a Tubinga i va obtenir la seva habilitació per a la docència el 1884 a la universitat de Göttingen on va ser professor adjunt.
El 1889 va ser nomenat professor extraordinari de la universitat de Tubinga i el 1896 va passar a la universitat de Königsberg. El 1899 va ser nomenat catedràtic a la universitat de Leipzig, substituint el difunt Sophus Lie. A Leipzig va arribar a ser degà de la facultat (1912-1913) i rector de la universitat (1918).
Hölder és famós pel teorema i la desigualtat que porten el seu nom. Aquests conceptes són fonamentals en teoria de grups. La dècada de 1914-1923 es va dedicar a la recerca en temes lògic-filosòfics; el resultat va ser un llibre titulat El mètode matemàtic (1924), en el qual defensa una concepció de les matemàtiques que transcendeix el pur formalisme i proposa uns axiomes de quantitat que connectin el continu geomètric amb l'aritmètic.

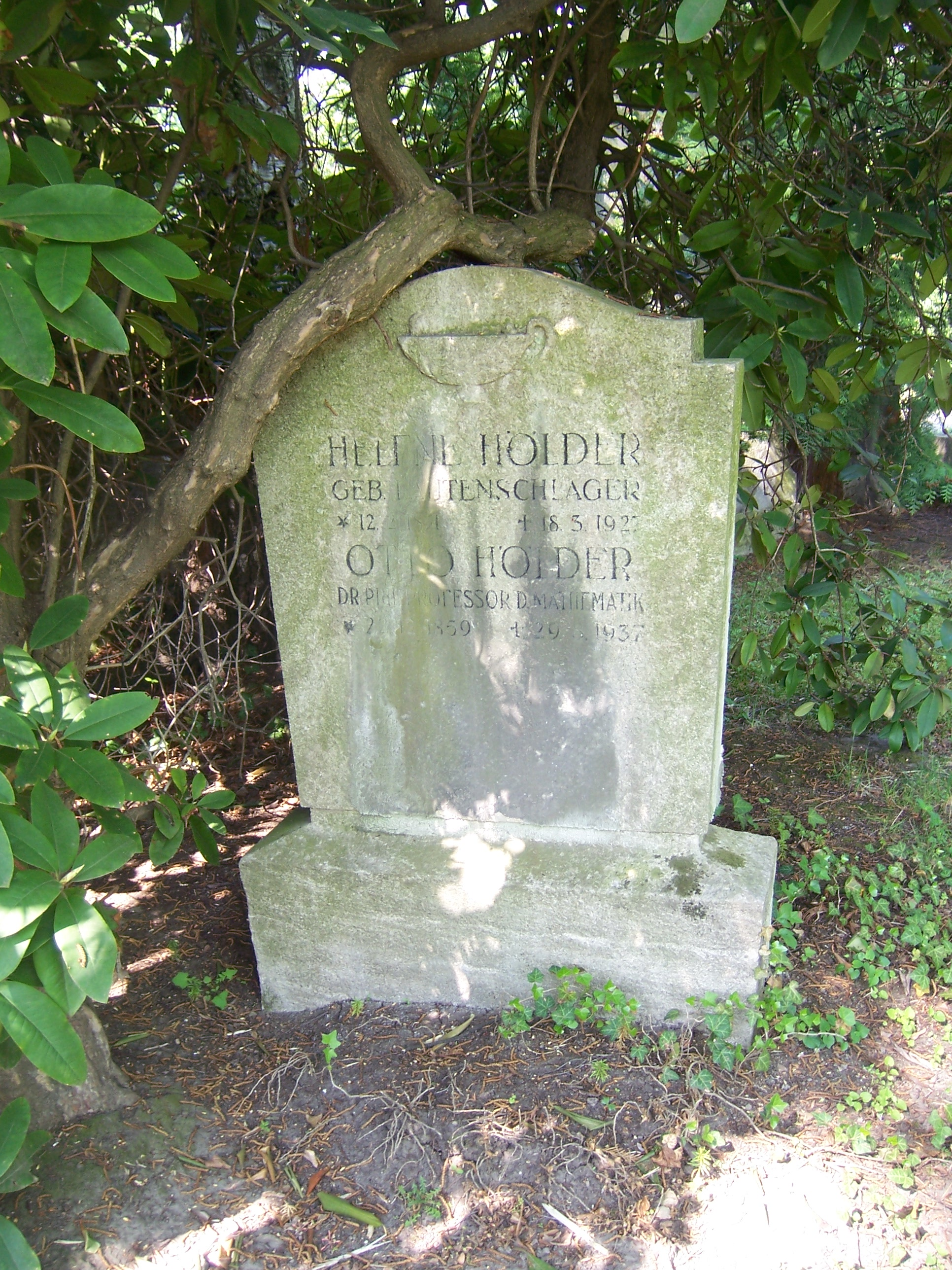
La seva tomba al cementiri municipal de Leipzig